# Samuel Beckett

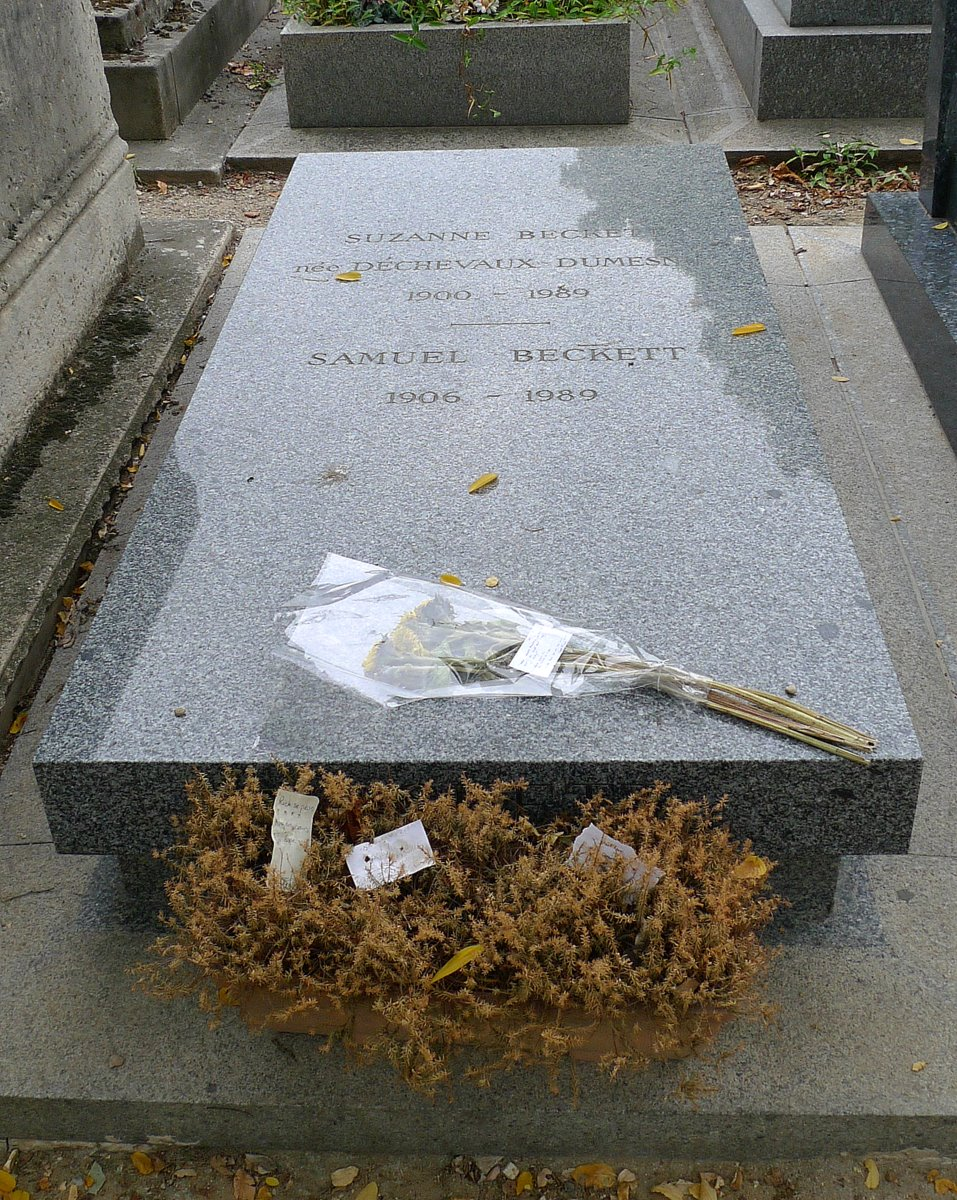
Hrob Samuela Becketta v Paříži

Samuel Barclay Beckett [Bekit] (13. dubna 1906 – 22. prosince 1989) byl irský dramatik a prozaik, představitel absurdního dramatu.

## Život
Narodil se ve Foxrocku nedaleko Dublinu v dobře situované protestantské rodině zeměměřiče Williama Franka Becketta (1871–1933) a zdravotní sestry Mary Jones Roeové (1872–1950). Vzdělání získal na prestižních středních školách v Dublinu a poté na Trinity College, kde od roku 1923 studoval práva a evropské jazyky (francouzštinu a italštinu). Po ukončení studia (1927) pracoval jako učitel v Belfastu, ale již rok nato odjel přednášet angličtinu do Francie, kde mimo jiné působil i na prestižní pařížské Sorbonně.
Roku 1930 se vrátil do Irska, aby zde převzal svůj magisterský diplom. Po roce vyučování francouzského jazyka na dublinské Trinity College se rozhodl věnovat výlučně spisovatelské dráze. Dědictví, které mu připadlo po smrti otce, mu umožnilo usadit se v Londýně, kde se mezi lety 1935–1936 kvůli svým neutuchajícím depresím podrobil psychiatrické léčbě. Po svém propuštění z léčebny několik let cestoval po Evropě.
Do básnického světa vstoupil v roce 1930 svou 98veršovou sbírkou Děvkoskop. V tomto dramatickém monologu si hlavní postava René Descartes krátí čekání na omeletu ze zkažených vajec rozjímáním nad obskurností teologických záhad, plynutím času a blížící se smrtí. Po sbírce následoval soubor esejí Proust (1931) a román Víc píchanců než kopanců (1934). Od roku 1933–1936 žil Beckett v Londýně. Přibližně v té době se seznámil se Suzanne Dechevaux-Dumesnilovou, studentkou hry na piano, se kterou se v roce 1961 oženil.
Jeho románová kariéra naplno odstartovala v roce 1938 knihou Murphy, která líčí vnitřní boj hrdiny zmítajícího se mezi touhou po milence-prostitutce a naprostém útěku do temných zákoutí mysli.
V témže roce se odstěhoval do Francie. Za druhé světové války se angažoval v protifašistickém odboji – francouzském hnutí odporu.
 Před nacistickým pronásledováním byl roku 1942 nucen prchnout do malé vesničky Roussillon na jihu Francie, kde až do konce války pracoval v zemědělství. V té době napsal svůj v pořadí druhý román Watt, který byl vydán v roce 1953 a je považován za poslední z jeho románových děl napsaných v rodné řeči.
Po skončení války krátce spolupracoval s irským Červeným křížem v Saint-Lô v Normandii a poté se už natrvalo usadil v Paříži. Mezi lety 1946–1949 vytvořil své největší prozaické dílo, trilogii Molloy, Malone umírá a Nepojmenovatelný. Ve francouzštině se mu prý tvořilo mnohem lépe, neboť psal „beze stylu“, bez snahy o eleganci. Byl přímo posedlý touhou vytvořit něco, co sám nazýval „literatura neslova“, čímž vyhlásil slovům celoživotní válku.
Hra Čekání na Godota z roku 1949 mu přinesla celosvětovou proslulost a katapultovala jej mezi přední představitele absurdního divadla. Následovalo dílo Konec hry (1957) a série divadelních a krátkých rádiových her. Ve hře Poslední páska popisující starého osamělého muže, který sedí ve svém pokoji a po nocích poslouchá nahrávky různých etap své minulosti, se autor vrací k rodné angličtině.
V několika dílech jsou přítomny stopy černého humoru, ke kterému se spisovatel uchyluje, aby tak zmírnil dopad svých pochmurných námětů. Děj jeho posledního kompletního románu Jak to je (1961) líčí osud hrdiny brodícího se bahnem, který po chvíli dohání dalšího brodícího se člověka, jehož násilím nutí do řeči jen proto, aby se záhy ocitl na jeho místě a čekal, kdo bude trápit jeho samotného.
V 60. letech 20. století psal převážně pro rozhlas, divadlo a televizi. Roku 1969 mu byla udělena Nobelova cena.
V letech 70. se pak objevují sbírky krátkých básní Mirlitonnades (1978), Společnost (1979) a All Strange Away (1979). Dílo Katastrofa z roku 1984, které se zabývá tématem výslechu disidentů, bylo napsáno speciálně pro Václava Havla.
V roce 1989 mu zemřela manželka. Stalo se tak krátce poté, co se nastěhoval do menšího pečovatelského domu, protože doma ošklivě upadl. Poslední dny života strávil v téměř holém pokoji přijímáním návštěv a psaním. Jeho poslední kniha nese název Stirring Still. Samuel Beckett zemřel na následky dýchacích potíží v nemocnici dne 22. prosince 1989. Proslýchá se, že většinu peněz, které získal za Nobelovu cenu, daroval chudým umělcům. Byl pochován na pařížském hřbitově Montparnasse.

## Dílo
Žil v Paříži, jeho tvorba byla francouzským prostředím značně ovlivněna. Svá díla psal anglicky, ve větší míře ale francouzsky. Část díla kreativně převáděl z jednoho jazyka do druhého.

### Divadelní hry
- Čekání na Godota (En attendant Godot, napsána do roku 1949, poprvé uvedena 1953) – v němž se na takřka prázdné scéně (tvoří ji venkovská cesta, strom a kámen) objevují dva tuláci – Estragon a Vladimír, čekají na blíže neurčeného Godota. Symbolické, nadčasové vyznění posiluje už volba jazykové různorodých jmen (ruského, francouzského, italského, anglického). Smysl postavy Godota, čekání i hry samé autor nijak neupřesnil, je však nepochybné, že působivost hry je do značné míry dána její významovou neurčitostí, nedopovězeností.[3]
- 1957 – Konec hry (Fin de partie)
- 1957 – Akt beze slov
- 1958 – Poslední páska (Krapp's Last Tape)
- 1959 – Akt beze slov II
- 1961 – Šťastné dny (Happy Days)
- 1963 – Hra (Play)
- 1966 – Jde a přijde (Come and Go)
- 1969 – Dech (Breath)
- 1973 – Ne já (Not I)
- 1975 – Tenkrát (That Time)
- 1982 – Nyní
- 1982 – Katastrofa (Catastrophe)

### Rozhlasové hry
- 1957 – Všichni, kdož padají (All That Fall)

### Prozaická tvorba
- 1934 – Víc píchanců než kopanců (More Pricks Than Kicks)
- 1938 – Murphy
- 1945 – Watt (česky Tso – 2002)
- 1951 – Molloy (spolu s dvěma následujícími tvoří trilogii)
- 1951 – Malone umírá
- 1953 – Nepojmenovatelný
- 1955, 1958 – Novely a texty pro nic
- 1961 – Jak to je

### Poezie
- 1930 – Děvkoskop (Whoroscope)
- 1979 – Společnost (Company)